# Семенов, Денис Игоревич
Денис Семенов — российский медиахудожник.

## Биография
Родился в Москве в 1985 году. Его прадед, скульптор Леонид Кузьмин, в 1920 году иммигрировал из Советской России в Финляндию — сначала в Пори, затем в Хельсинки. В 1953 семья репатриировалась в СССР. С седьмого класса Денис учился в Московском лицее № 1561. В 2002 окончил курсы при Московской художественно-промышленной академии имени С. Г. Строганова, в 2007 — художественно-графический факультет Московского педагогического государственного университета, в 2010 — аспирантуру в том же ВУЗе. В 2007—2012 годах читал лекции на «Кафедре дизайна и мультимедиа в искусстве» Московского педагогического государственного университета. Входит в список заметных студентов Московского педагогического государственного университета по версии Edurank .
Во время обучения в университете занимался дизайном, живописью и иллюстрацией. Позднее работал дизайнером в русской версии журнала Glamour и креативным директором студии новых медиа.

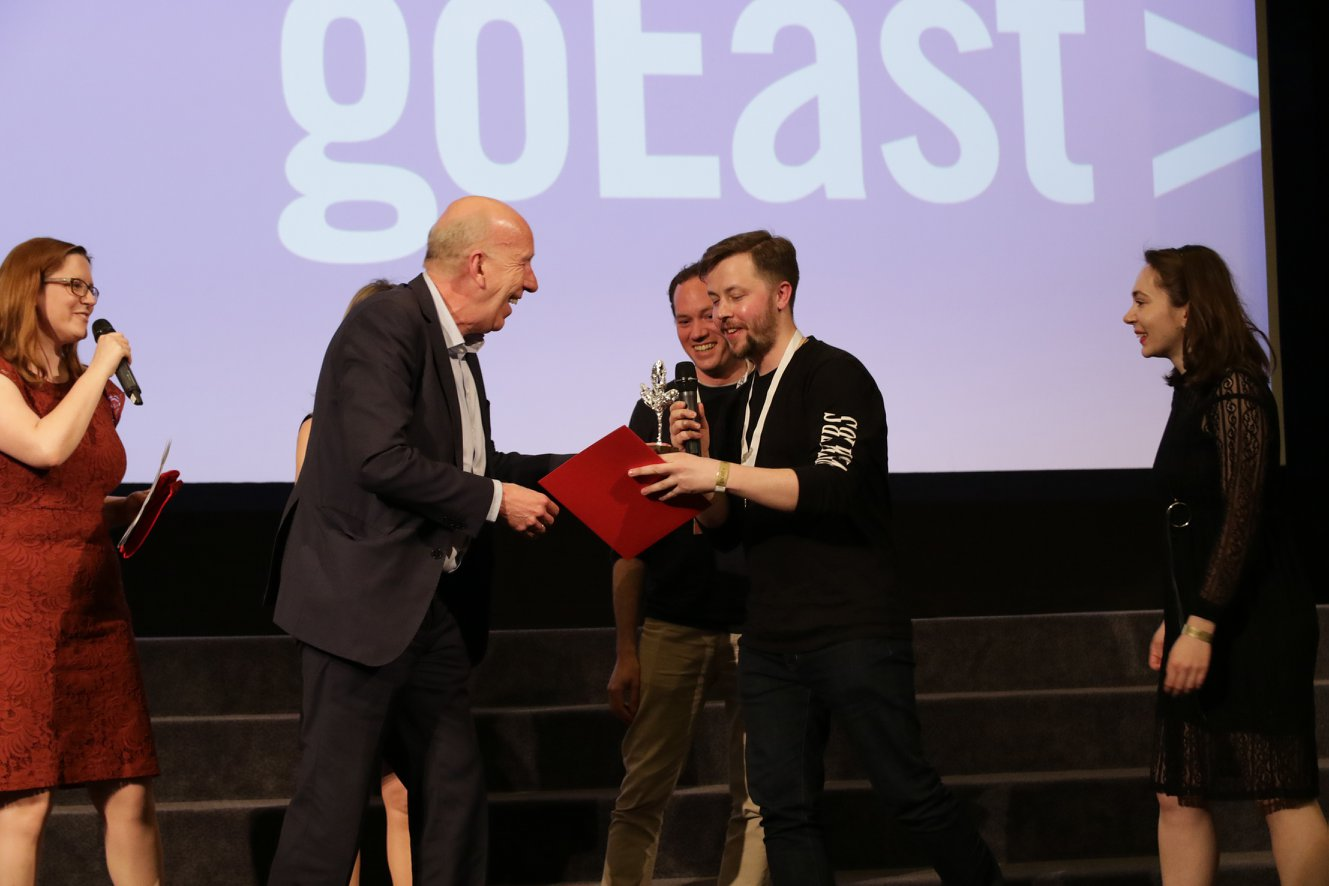
Денис Семенов на вручении награды goEast Open Frame Award 2018

## Творчество
Художник работает преимущественно с технологиями виртуальной, дополненной реальности и искусственного интеллекта. Одним из его первых проектов для VR стала коллаборация с брендом Leica в 2015 году. Специально для проекта был создан арт-объект — трехметровая инсталляция в виде фотоаппарата Leica, которая экспонировалась в пространстве Art Basement как часть шоу для виртуальной реальности. В 2017 году его VR арт-проект для Samsung Gear VR, посвященный русскому авангарду, был показан на кинорынке Marché du Film.
В апреле 2018 года получил гран-при в номинации Open Frame Award международного кинофестиваля GoEast в Висбадене, Германия за игровой VR-проект «The Nominal Empire», в котором объединил виртуальную реальность и биомеханику Всеволода Мейрхольда.

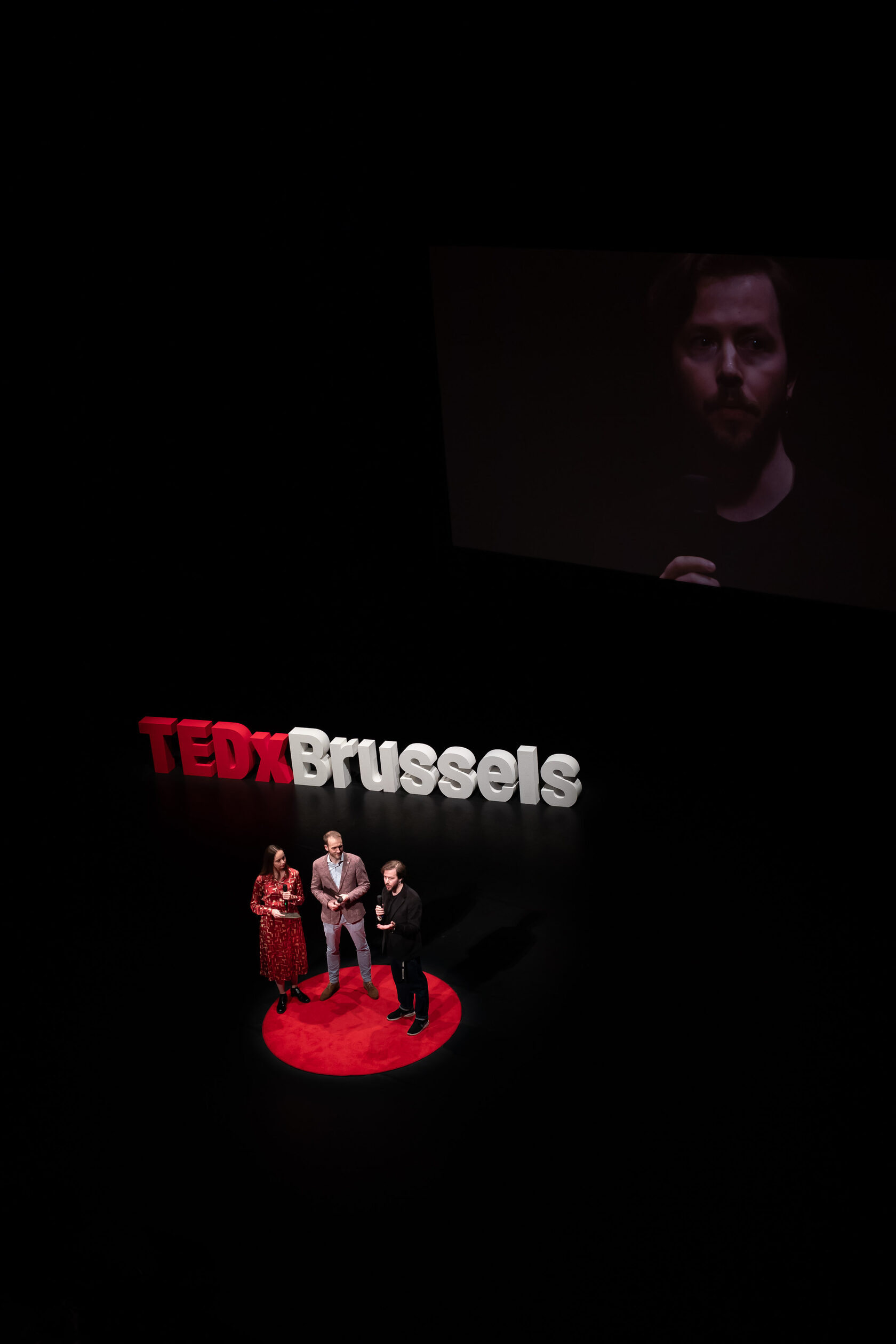
Художник Денис Семенов на TEDxBrussels

 В 2018 году стал мастером курса «Новые музейные технологии» для арт-кураторов Avant-Garde LAB, организованного Еврейским музеем и центром толерантности. В 2019 разработал курс «Виртуальная реальность» в рамках образовательной программы Avant-Garde UPGRADE в Еврейском музее и центре толерантности.
В 2019 вошел в международную команду из пяти художников, которые в прямом эфире создавали VR-произведения на 45-тысячном стадионе Казань Арена во время церемонии открытия игр WorldSkills.
В 2021 стал одним из создателей VR-концерта Жана-Мишеля Жарра «Welcome to the Other Side», который проходил 31 декабря одновременно онлайн и в виртуальной реальности и собрал более 75 миллионов просмотров. Специально для концерта создал VR-локацию — виртуальный Собор Парижской Богоматери.
С 2023 года Денис является членом International Academy of Digital Arts and Sciences (IADAS). В 2024 году Денис Семенов принял участие в TEDx Brussels, где рассказал про свою ИИ–инсталляцию “Feelings and Sensors”.
Сотрудничал с Венецианским кинофестивалем, Французским институтом в России, Deutsches Filminstitut, музыкантами — Жаном-Мишелем Жарром, Петром Терменом, брендами — Absolut, Leica, Estée Lauder, Samsung.

## Награды
- 2023 Webby Award - Metaverse, Immersive & Virtual - Best VR Headset Experience - Nomination [22]
- 2022 International Documentary Film Festival Amsterdam — ONX+DocLab MoCap Stage[23]
- 2021 Raindance Film Festival Immersive — Nomination as Best Multiplayer Experience[24]
- 2021 Эмми — Outstanding Interactive Media: Documentary — Nomination[25]
- 2021 The Drum Awards — Technical Innovation of the Year[26]
- 2021 Shorty Awards — Animations — Winner[27]
- 2021 Promax Awards — Best use of Technology — Silver[28]
- 2021 Webby Awards — Virtual & Remote (Best Narrative Experience 2021) — Honoree[29]
- 2021 Webby Awards — Virtual & Remote (Best Performance 2021, Music 2021) — Honoree[30]
- 2021 Clio Awards — Bronze — Film Craft (music original)[31]
- 2021 Los Angeles Film Awards (LAFA) — Gold — Best Virtual Reality[32]
- 2020 Lovie Awards — Gold — Best Narrative Experience[33]
- 2020 Webby Awards — People`s Voice Winner (News (Immersive and Mixed reality), Volumetric/6 degrees of freedom)[34]
- 2020 Raindance Film Festival Immersive — Nomination as Best Multiplayer Experience[35]
- 2020 Red Dot — Best of the Best, Red Dot[36]
- 2020 Shorty Awards — Winner in Facebook Video, Virtual Reality, Branded Content, Finalist in Storytelling, Long Form Video, Education, Audience Honor in Storytelling, Long Form Video, Virtual Reality, Branded Content[37]
- 2020 Epica Awards — Silver — Media[38]
- 2020 Creative Pool — Bronze — Post Production, Silver — Application, Bronze — Branded Content, Silver — Publishing, Bronze — Photography[39]
- 2018 GoEast Open Frame Award — Grand Prix as the best VR Experience[40]
- 2018 Epica Awards — Silver — Digital

## Фестивали
- 2024 TEDxBrussels “Into the Wild” [41]
- 2024 FARI institute “Feelings and Sensors” [42]
- 2023 Immersive Tech Week [43]
- 2023 South by Southwest[44]
- 2022 Portland Film Festival — Official selection at Animation short[45]
- 2022 Raindance Film Festival Immersive — Nomination as Best Immersive Experience, Best Immersive Experience for Social Impact, Discovery Award: Best Debut[46]
- 2021 Венецианский кинофестиваль — Venice Gap-Financing Market participant[47]
- 2021 New Images Film Festival by Forum des images — Out of competition[48]
- 2021 South by Southwest
- 2020 New Images Film Festival by Forum des images[49]
- 2020 Venice Film Festival
- 2020 Vancouver International Film Festival — Immersed Volumetric XR Market
- 2019 Russian Documentary Film Festival in New York
- 2019 NUFF 2019 — SEEK[50]
- 2018 Cannes Film Festival (Marche du film)
- 2018 VR_Sci Art+Fest
- 2018 ANNY Animation Nights New York
- 2017 Russian Film Week
- 2017 Московский международный кинофестиваль
- 2017 Berlin International Film Festival
- 2017 MIPTV Media Market
- 2017 Cannes Film Festival (Marche du film)

## Выступления
- 2024 — TEDxBrussels “Into the Wild”
- 2023 — Stereopsia Europe [51]
- 2019 — Открытые инновации[52]
- 2019 — Церемония открытия игр WorldSkills, стадион Казань арена
- 2019 — TEDxYakimankaSalon «Art+Tech», (спикеры: Денис Семенов, Ольга Свиблова), Еврейский музей и центр толерантности, Москва, Россия[53]
- 2015 — Conde Nast Digital Day (NG)[54]